# Prîmorske, Hola Prîstan
Prîmorske (în ucraineană Приморське) este un sat în comuna Kruhloozerka din raionul Hola Prîstan, regiunea Herson, Ucraina.

## Demografie
Componența lingvistică a localității Prîmorske
     Ucraineană (90,22%)
     Rusă (9,51%)
Conform recensământului din 2001, majoritatea populației localității Prîmorske era vorbitoare de ucraineană (90,22%), existând în minoritate și vorbitori de rusă (9,51%).